# Lespedeza pilosa
Lespedeza pilosa är en ärtväxtart som först beskrevs av Carl Peter Thunberg, och fick sitt nu gällande namn av Philipp Franz von Siebold och Joseph Gerhard Zuccarini. Lespedeza pilosa ingår i släktet Lespedeza och familjen ärtväxter. Inga underarter finns listade i Catalogue of Life.